# Dicănești
Dicănești – wieś w Rumunii, w okręgu Bihor, w gminie Drăgești. W 2011 roku liczyła 299 mieszkańców.